# Sun Yi (judoka)
Sun Yi (en chino: 孙 易; 14 de noviembre de 1984) es una deportista china que compitió en judo. Ganó una medalla de bronce en el Campeonato Mundial de Judo de 2009, en la categoría de –78 kg.

## Palmarés internacional
| Campeonato Mundial | Campeonato Mundial      | Campeonato Mundial | Campeonato Mundial |
| Año                | Lugar                   | Medalla            | Categoría          |
| ------------------ | ----------------------- | ------------------ | ------------------ |
| 2009               | Róterdam (Países Bajos) | Medalla de bronce  | –78 kg             |